# Jacques Mouchel-Blaisot
Jacques Mouchel-Blaisot, né le 22 juin 1920 à Cherbourg et mort le 14 juillet 1990 à Paris, est un militaire et résistant français, Compagnon de la Libération. Jeune étudiant refusant la présence des troupes allemandes sur le sol français, il se rallie à la France libre en 1940 et combat en Afrique du Nord et en Italie avant de prendre part à la Libération de la France.

## Biographie

### Jeunesse et engagement
Jacques-Mouchel-Blaisot naît le 22 juin 1920 à Cherbourg, dans la Manche. Il suit des études de philisophie et de droit et travaille parallèlement dans le milieu de l'édition.

### Seconde Guerre mondiale
Il se trouve à Paris le 14 juin 1940 lorsque la Wehrmacht s'empare de la ville. N'acceptant pas la présence des troupes allemandes dans la capitale, il s'enfuit à bicyclette vers Nantes où il rencontre son oncle Camille Blaisot, député et ancien ministre qui tente de rejoindre le gouvernement déplacé à Bordeaux. Toujours en route vers le sud, il rencontre également Michel Carage, lui aussi futur Compagnon de la Libération,. Les deux hommes parviennent à traverser la Gironde et à gagner Le Verdon-sur-Mer où ils embarquent à bord du cargo Cap El Hank en partance pour le Maroc,. Persuadant le commandant de dérouter le navire vers l'Angleterre, ils débarquent à Falmouth le 23 juin 1940 et gagnent Londres pour se rallier à la France libre,. Jacques Mouchel-Blaisot signe son engagement dans les forces françaises libres le 1er juillet 1940 et est affecté au bataillon de chasseurs de Camberley. Après avoir suivi les cours du peloton d'élèves-aspirants, il est promu à ce grade et quitte la Grande-Bretagne le 1er octobre 1941 pour la Syrie où il est muté à la 13e demi-brigade de Légion étrangère (13e DBLE). Commandant d'un peloton d'automitrailleuses, il est engagé dans la guerre du désert et combat en Libye. Le 27 juin 1942, il est sérieusement blessé par balle et hospitalisé à l'hôpital français d'Alexandrie puis à l'hôpital militaire de Beyrouth. Une fois remis sur pied, il retrouve la 13e DBLE pour participer avec elle à la seconde bataille d'El Alamein à l'issue de laquelle il est promu sous-lieutenant. Il prend ensuite part à la campagne de Tunisie et est à nouveau blessé, le 11 mai 1943, alors qu'il protégeait des hommes dans un mouvement de repli. Hospitalisé à Rabat, il retrouve son unité le 1er septembre 1943.
Débarqué à Naples avec la 1re division française libre (1re DFL) à laquelle est subordonnée la 13e DBLE, il prend part à la campagne d'Italie où il subit sa troisième blessure, le 21 mai 1944 à Pontecorvo, en défendant sa position. À nouveau hospitalisé à Rabat pour une durée de deux mois, il rejoint ensuite son unité pour poursuivre l'avancée en Italie. Le 16 août 1944, il accoste à Cavalaire lors du débarquement de Provence et suit la progression de la 1re DFL dans le cadre de la Libération de la France. Promu lieutenant le 25 septembre 1944, il est engagé dans la bataille d'Alsace où il se distingue à plusieurs reprises. Le 23 janvier 1945, il repousse une attaque de chars et capture un grand nombre de prisonniers et de matériels ennemis à Illhaeusern. Le 27 janvier suivant, à Grussenheim, il défend courageusement sa position sur la rivière Blind malgré une violente offensive allemande. Il termine la guerre lors des combats du massif de l'Authion et est démobilisé en décembre 1945.

### Après-Guerre
Après la guerre, Jacques Mouchel-Blaisot reprend des études au conservatoire national des arts et métiers puis à l'institut international des droits de l'Homme. Par la suite chef d'entreprise dans la filière textile, il est parallèlement actif dans l'association pour la fidélité à la pensée fondée par René Cassin.
Jacques Mouchel-Blaisot meurt le 14 juillet 1990 à Paris. Il est inhumé aux Moitiers-d'Allonne dans la Manche.

## Décorations
|  |  |  |
|  |  |  |
|  |  |  |

| Officier de la Légion d'honneur                         | Officier de la Légion d'honneur                         | Officier de la Légion d'honneur                         | Compagnon de la Libération Par décret du 7 mars 1945          | Compagnon de la Libération Par décret du 7 mars 1945          | Compagnon de la Libération Par décret du 7 mars 1945          | Croix de guerre 1939-1945                           | Croix de guerre 1939-1945                           | Croix de guerre 1939-1945                           |
| Médaille des blessés de guerre                          | Médaille des blessés de guerre                          | Médaille des blessés de guerre                          | Croix du combattant volontaire Avec agrafe "Guerre 1939-1945" | Croix du combattant volontaire Avec agrafe "Guerre 1939-1945" | Croix du combattant volontaire Avec agrafe "Guerre 1939-1945" | Médaille coloniale Avec agrafes "Libye" et "Tunisie | Médaille coloniale Avec agrafes "Libye" et "Tunisie | Médaille coloniale Avec agrafes "Libye" et "Tunisie |
| Médaille commémorative française de la guerre 1939-1945 | Médaille commémorative française de la guerre 1939-1945 | Médaille commémorative française de la guerre 1939-1945 | Médaille commémorative de la campagne d'Italie                | Médaille commémorative de la campagne d'Italie                | Médaille commémorative de la campagne d'Italie                | Officier du Nichan Iftikhar                         | Officier du Nichan Iftikhar                         | Officier du Nichan Iftikhar                         |